# Thomas Doll
Thomas Jens Uwe Doll (ur. 9 kwietnia 1966 w Malchin) – niemiecki trener piłkarski i piłkarz grający na pozycji pomocnika. Były reprezentant Niemieckiej Republiki Demokratycznej, a później zjednoczonych Niemiec. Za uratowanie Hamburger SV przed spadkiem i przekształcenie zespołu w jeden z najlepszych w Bundeslidze został w 2005 roku wybrany „Człowiekiem Roku w Niemieckiej Piłce Nożnej”. W lutym 2007 został zwolniony z funkcji trenera Hamburger SV. 13 marca 2007 został wybrany nowym trenerem Borussii Dortmund.

## Kariera klubowa

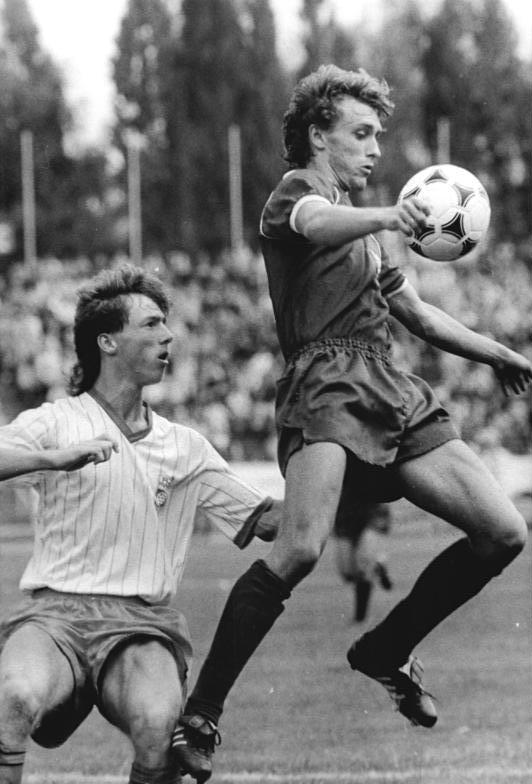
Thomas Doll w barwach Dynamo Berlin w meczu z FC Rot-Weiß Erfurt (1989).

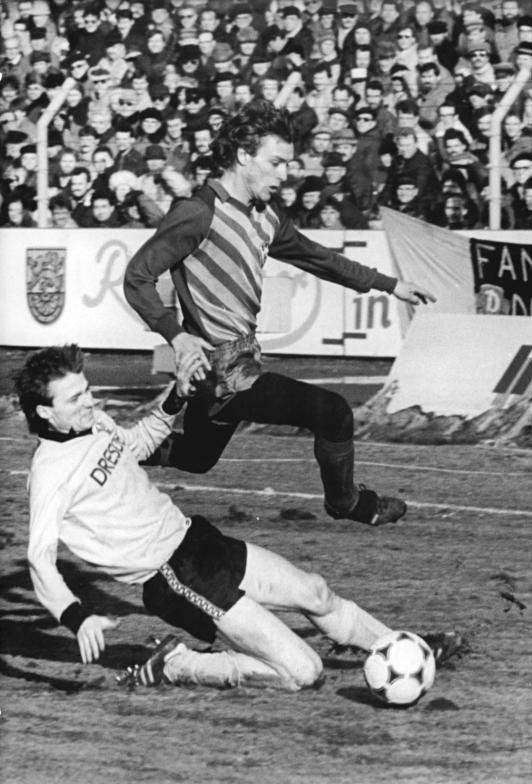
Thomas Doll w barwach Dynamo Berlin w meczu z Dynamo Drezno (1987).

Rozpoczął swoją karierę w lokalnym klubie Lokomotiv Malchin, zanim dołączył do wschodnioniemieckiego Hansa Rostock. W Hansie pierwsze seniorskie mecze rozegrał w roku 1983, jako dwudziestojednolatek. Kiedy klub spadł do niższej ligi, Doll przeniósł się do jednego z najlepszych klubów Niemieckiej Republiki Demokratycznej BFC Dynamo. Z Berlińskim klubem dwukrotnie zdobył mistrzostwo kraju, dwukrotnie puchar kraju i jednokrotnie superpuchar. Z Dynamem występował również w europejskich pucharach. Razem z napastnikiem Andreasem Thomem oraz obrońcą Frankiem Rohde stanowił trzon zespołu.
Po zjednoczeniu Niemiec Doll był jednym z najbardziej rozchwytywanych piłkarzy ze Wschodnich Niemiec. Razem z Frankiem Rohde, dołączył do Hamburger SV w 1990. Już po jednym sezonie wrócił uwagę włoskiego SS Lazio i przeniósł się do niego, za rekordową ówcześnie kwotę 15 milionów marek. W rzymskim klubie występował przez trzy lata, po czym powrócił do Bundesligi. W 1994 podpisał kontrakt z Eintrachtem Frankfurt, jednak podczas trzyletniego okresu występów w klubie, trapiony kontuzjami, wystąpił jedynie w 28 meczach. Następnie powrócił do Włoch, tym razem reprezentując AS Bari. W 1998 powócił do Hamburger SV. W 2001 zakończył piłkarską karierę.

## Sukcesy
Jako zawodnik
- 2. miejsce w Mistrzostwach Europy 1992 z Niemcami
- 3. miejsce w Bundeslidze 2000 z Hamburger SV
- 5. miejsce w Serie A 1993 z S.S. Lazio

Jako trener
- 3. miejsce w Bundeslidze 2006 z Hamburger SV
- 8. miejsce w Bundeslidze 2005 z Hamburger SV
- 9. miejsce w lidze Regionalnej 2004 z Hamburger II SV
- Człowiek roku w niemieckiej piłce nożnej: 2005

## Statystyki trenerskie
| Zespół            | Od                   | Do                   | Statystyka | Statystyka | Statystyka | Statystyka | Statystyka |
| Zespół            | Od                   | Do                   | M          | W          | R          | P          | % W        |
| ----------------- | -------------------- | -------------------- | ---------- | ---------- | ---------- | ---------- | ---------- |
| Hamburger SV II   | 29 grudnia 2002      | 17 października 2004 | 79         | 29         | 23         | 27         | 36,71      |
| Hamburger SV      | 17 października 2004 | 1 lutego 2007        | 111        | 53         | 24         | 34         | 47,75      |
| Borussia Dortmund | 13 marca 2007        | 19 maja 2008         | 49         | 20         | 11         | 18         | 40,82      |
| Gençlerbirliği SK | 1 lipca 2009         | 17 października 2010 | 43         | 18         | 12         | 13         | 41,86      |
| Al-Hilal          | 22 czerwca 2011      | 22 stycznia 2012     | 18         | 12         | 4          | 2          | 66,67      |
| Ferencvárosi TC   | 18 grudnia 2013      | 21 sierpnia 2018     | 190        | 113        | 44         | 33         | 59,47      |
| Hannover 96       | 27 stycznia 2019     | 30 czerwca 2019      | 15         | 3          | 1          | 11         | 20,00      |
| APOEL FC          | 8 sierpnia 2019      | 7 grudnia 2019       | 18         | 9          | 5          | 4          | 50,00      |
| Łącznie           | Łącznie              | Łącznie              | 523        | 257        | 124        | 142        | 49,14      |